# Oileán Ruaidh (метеорит)
Oileán Ruaidh — железный метеорит, найденный на Марсе марсоходом Оппортьюнити в сентябре 2010 года. Его диаметр составляет примерно 114 см. Метеорит назван в честь ирландского острова Oilean Ruaidh. Его поверхность испещрена выемками, образовавшимися при прохождении через атмосферу планеты, — характерный признак метеоритов.
Попытки создать в метеорите углубление специальным инструментом марсохода не предпринимались, так как тесты на Земле с похожим метеоритом показали, что инструмент для бурения — Rock Abrasion Tool (RAT) — может быть повреждён. RAT предназначен для бурения обычных камней, но не железно-никелевых метеоритов.
Марсоход Оппортьюнити обнаружил ещё пять похожих железных метеоритов («Heat Shield Rock», неофициальные названия — «Block Island», «Ireland», «Mackinac» и «Shelter Island»). Два железно-никелевых метеорита были обнаружены марсоходом Спирит (неофициальные названия — «Allan Hills» и «Zhong Shan»). Помимо этого было обнаружено ещё несколько кандидатов.
Обычно термином «марсианский метеорит» обозначают метеориты, найденные на Земле, которые, как полагают учёные, прилетели с Марса (например, известный метеорит ALH 84001).